# Kassoum Ouattara
Kassoum Ouattara (París, Francia, 14 de octubre de 2004) es un futbolista francés que juega como defensa en el A. S. Monaco F. C. de la Ligue 1.

## Trayectoria
El 7 de julio de 2022 firmó su primer contrato profesional con el Amiens S. C., hasta 2025. Debutó el 20 de agosto de 2022 en una derrota por 3-1 en la Ligue 2 ante el S. C.Bastia. En la segunda mitad de la temporada 2022-23, se convirtió en titular habitual, iniciando diez de diecinueve partidos antes de que una lesión pusiera fin a su temporada.
El 1 de noviembre de 2023 firmó un contrato de cinco años con el A. S. Monaco F. C., por unos honorarios de 2 millones de euros, que podrían ascender a 4 millones de euros con variables. Se trataba de un fichaje "comodín", tras la lesión de larga duración de Caio Henrique.

## Selección nacional
Nacido en Francia con ascendencia marfileña, es elegible para representar tanto a Francia como a Costa de Marfil a nivel internacional. Debutó con la selección sub-19 de Francia en marzo de 2023.

## Estadísticas

### Clubes
Actualizado al último partido disputado el 1 de noviembre de 2024.
| Club                       | Div.          | Temporada     | Liga  | Liga  | Copas nacionales | Copas nacionales | Copas internacionales | Copas internacionales | Total | Total |
| Club                       | Div.          | Temporada     | Part. | Goles | Part.            | Goles            | Part.                 | Goles                 | Part. | Goles |
| -------------------------- | ------------- | ------------- | ----- | ----- | ---------------- | ---------------- | --------------------- | --------------------- | ----- | ----- |
| Amiens S. C. II Francia    | 5.ª           | 2021-22       | 13    | 1     | —                | —                | —                     | —                     | 13    | 1     |
| Amiens S. C. II Francia    | 5.ª           | 2022-23       | 9     | 0     | —                | —                | —                     | —                     | 9     | 0     |
| Amiens S. C. II Francia    | Total club    | Total club    | 22    | 1     | 0                | 0                | 0                     | 0                     | 22    | 1     |
| Amiens S. C. Francia       | 2.ª           | 2022-23       | 11    | 0     | 1                | 0                | —                     | —                     | 12    | 0     |
| Amiens S. C. Francia       | 2.ª           | 2023-24       | 10    | 0     | 0                | 0                | —                     | —                     | 10    | 0     |
| Amiens S. C. Francia       | Total club    | Total club    | 21    | 0     | 1                | 0                | 0                     | 0                     | 22    | 0     |
| A. S. Monaco F. C. Francia | 1.ª           | 2023-24       | 14    | 1     | 3                | 0                | —                     | —                     | 17    | 1     |
| A. S. Monaco F. C. Francia | 1.ª           | 2024-25       | 6     | 0     | 0                | 0                | 1                     | 0                     | 7     | 0     |
| A. S. Monaco F. C. Francia | Total club    | Total club    | 20    | 1     | 3                | 0                | 1                     | 0                     | 24    | 1     |
| Total carrera              | Total carrera | Total carrera | 63    | 2     | 4                | 0                | 1                     | 0                     | 68    | 2     |